# Barbourula kalimantanensis
Barbourula kalimantanensis is een kikker die behoort tot de familie Bombinatoridae. Barbourula kalimantanensis komt endemisch voor in Kalimantan, het Indonesische deel van Borneo.

## Uiterlijke kenmerken
De lichaamslengte is ongeveer 40 millimeter, er is over het uiterlijk van het kikkertje verder weinig bekend. Een anatomische bijzonderheid is het ontbreken van longen, in tegenstelling tot alle andere kikkers en padden die wel longen bezitten. Dit werd pas in 2008, 30 jaar na de beschrijving van de soort, vastgesteld door acht exemplaren open te snijden. Het ontbreken van longen duidt op een volledige huidademhaling, dit komt bij salamanders wel meer voor (longloze salamanders), maar was bij de kikkers tot voort kort onbekend. Het ontbreken van de longen wordt toegeschreven aan de zeer aquatische levenswijze van de kikker, die vrijwel het gehele leven onder water doorbrengt.

## Verspreiding en habitat
Barbourula kalimantanensis is endemisch op het eiland Borneo, maar komt alleen voor op Kalimantan, het Indonesische deel van het eiland. Een bedreiging is de illegale goudwinning die het leefgebied aantast, waardoor de stroompjes waar de kikker in leeft worden omgewoeld en vervuild met kwik. De habitat bestaat uit tropische of subtropische laaggelegen vochtige bossen waar de kikker leeft in snelstromende, koude stroompjes waardoor er voldoende zuurstof over de huid wordt gevoerd.

## Taxonomie
De wetenschappelijke naam werd voor het eerst gepubliceerd door Djoko T. Iskandar in 1978. De twee Barbourula-soorten behoren tot dezelfde groep van kikkers als de vuurbuikpadden, maar hebben geen felle buikkleuren. De enige andere soort uit het geslacht is Barbours' kikker (Barbourula busuangensis).